# Green Hows Upper Tarn
Der Green Hows Upper Tarn ist ein See im Lake District, Cumbria, England.
Der See liegt westlich von Windermere und wurde von den Besitzern von Graythwaite Hall zusammen mit dem nördlich von ihm gelegenen Green Hows Tarn als privater Boots- und Angelteich angelegt.
Der See hat einen Zufluss an seinem Südende und eine Verbindung zum Green Hows Tarn an seinem Nordende.